# Знаю тільки я
Знаю тільки я (рос. Знаю только я) — радянський художній фільм 1986 року, знятий на кіностудії «Ленфільм».

## Сюжет
Своєрідна подорож у минуле відомого архітектора, керівника майстерні, який одного разу зробив «зухвалий» вчинок: усупереч поширеній думці вчених він захистив власний проєкт нового міста на ґрунтах. Але трагедія трапилася — під час спорудження обвалився багатоповерховий будинок, і загинули будівельники…

## У ролях
- Петро Вельямінов — Шереметьєв Віктор Олексійович, архітектор
- Тетяна Ташкова — Ніна
- Юрій Шликов — Сергій, підлеглий Шереметьєва
- Ольга Меліхова — Олена, дочка Шереметьєва
- Сергій Харченко — Микола Романович Круглов, архітектор
- Юрій Могилевцев — Вовик Зачиняєв, колишній колега Шереметьєва
- Володимир Воробйов — Женя, директор
- Катерина Васильєва — Ангеліна, співробітниця Шереметьєва
- Марія Призван-Соколова — Темеріна, вдова професора Василя Васильовича Темеріна
- Лілія Гурова — Марина Кульчицька
- Олег Власов — епізод
- Філімон Сергєєв — Владас
- Віктор Гур'янов — епізод
- Михайло Демиденко — епізод
- Юрій Лазарев — попутник Шереметьєва в поїзді
- Микола Мельников — епізод
- Владислав Федченко — епізод
- Кіра Крейліс-Петрова — гостя
- Валерій Биченко — гість

## Знімальна група
- Режисер — Карен Геворкян
- Сценарист — Анатолій Гребнєв
- Оператор — Генріх Маранджян
- Композитор — Віктор Кісін
- Художник — Всеволод Улітко